# جون بينتر
جون بينتر (بالإنجليزية: John Painter)‏ هو مترجم أسترالي، ولد في 22 سبتمبر 1935.